# Чупалейка
Чупалейка — село в городском округе город Выкса Нижегородской области России, входящее в административно-территориальное образование Новодмитриевский сельсовет. Население — 327 (2010) чел.

## История
Первое упоминание села относится к 1641 году. Первоначальное название — Шеварлей, происходящее по особенности местности от слов эрз. човар - песок и эрз. лей - река. Население села — некрещёные эрзяне. Функционировало поташное производство. В сентябре-октябре 1670 года жители села участвуют в восстании Степана Разина. С 1719 фигурирует как новокрещённое. В XIX веке известна также под названием Верхневелетьма. 

## Общая физико-географическая характеристика
Географическое положение
По автомобильным дорогам расстояние до областного центра — города Нижнего Новгорода — составляет 210 км, до окружного центра — города Выксы — 35 км. Абсолютная высота — 147 метров над уровнем моря.
Часовой пояс
Чупалейка, как и вся Нижегородская область, находится в часовой зоне МСК (московское время). Смещение применяемого времени относительно UTC составляет +3:00.

## Население
| 1999 | 2002 | 2010 |
| ---- | ---- | ---- |
| 610  | ↘480 | ↘327 |

Национальный состав
Согласно результатам переписи 2002 года, в национальной структуре населения русские составляли  99 % из 480 человек.